# Philips Music Module
De Philips Music Module was een muziekinstrument, dat als cartridge kon ingeplugd worden in MSX-computers. Het werd geproduceerd in de tweede helft van de jaren 80. Het serienummer van dit instrument was NMS-1205.

## Kenmerken

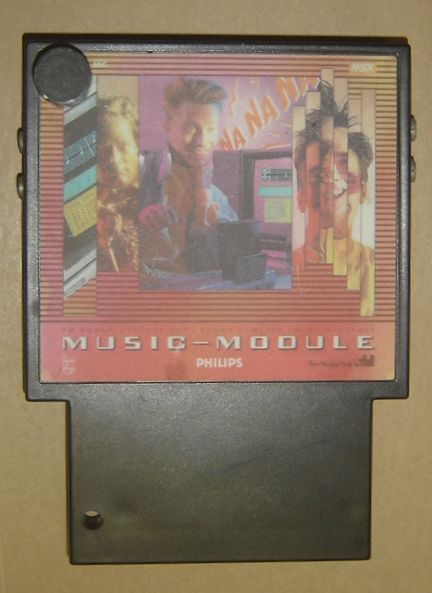
Music Module

De Music Module was voorzien van 20 voorgeprogrammeerde nummers, die op zich bestonden uit 7 sporen; een melody-spoor, een bass-spoor, 4 begeleidingssporen (hier "accomp" genoemd) en een drumspoor. 
Voor elk spoor kon gekozen worden uit 60 instrumenten, waarvan 5 samples.
Voor het drumspoor kon gekozen worden uit 10 sets.
Met behulp van de pijltjestoetsen en de spatiebalk kon het volume van al deze sporen aangepast worden.
Het melody-spoor was bij elk nummer standaard leeg. Dit kon je zelf ingeven door muzieknoten in de notenbalken te zetten, die bovenaan in beeld stonden. De toonhoogte werd automatisch aangepast, zodat ze bij het nummer paste, maar deze functie kon je ook uitschakelen.

## Functies
- Melody: hier was het mogelijk om een van de 20 voorgeprogrammeerde nummers te voorzien van een eigen melodielijn.
- Sounds Menu: hier werd voor elk spoor het instrument gekozen.
- Drums: met behulp van het toetsenbord (de eerste 5 van de bovenste rij letters) kon men een van de acht drumkits bespelen. Deze bestonden uit een kick-drum, een snare, een open en gesloten hihat en een crash-cymbaal.
- Volume Control: hier kon men met virtuele schuivers het volume van elk spoor instellen.
- Sample: men kon één longsample maken van 4,8 seconden, of vier shortsamples van elk 1,2 seconde. Deze samples konden dan met behulp van het toetsenbord afgespeeld worden. De bovenste rij letters dienden dan als witte toetsen, en de rij cijfertoetsen dienden als zwarte toetsen van een klavier. Men kon manueel een sample opnemen, of gebruikmaken van de trigger, die pas een sample registreerde wanneer het geluid een bepaalde sterkte had. Door tegelijk de GRPH-toets en de letter X en/of C ingedrukt te houden, kon men respectievelijk de sample lager of hoger stemmen.
- FX: speciale effecten. Men kon kiezen uit een echokamer en een converter; een stemvervormer die de pitch verhoogde of verlaagde.
- External: hier werden de MIDI-functies bepaald en het externe keyboard in- of uitgeschakeld.
- Save/Load: opslaan en laden van samples (.SAM-bestand), melodieën (.MEL-bestand) of een dual, een melodie waarin ook een sample gebruikt werd (.DUA-bestand)

## Aansluitingen
Aan de linkerkant van de Muziekmodule zat een microfoon-ingang, een line-ingang en een aansluiting voor een extern keyboard. Aan de rechterkant zat een dubbele cinch-uitgang en drie MIDI-aansluitingen. Van deze MIDI-aansluitingen werkte enkel de out. Hiermee kon men andere muziekinstrumenten aansturen, en deze de nummers van de Muziekmodule laten spelen.

## Accessoires

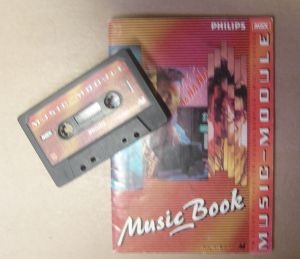
Samplecassette en Music Book

De Music Module werd aangeboden met een sample-cassette en een Music Book. De sample-cassette bevatte op kant A instrumentale geluiden, zoals onder andere een complete drum-kit, saxofoon, akoestische en elektrische gitaar en een stukje uit De 5e Symfonie van Beethoven. Op kant B waren allerhande geluiden opgenomen, zoals dierengeluiden, een remmende auto, een machinegeweer. Als men een cassettespeler op de Muziekmodule aansloot via de cinch-aansluiting, kon men van deze geluiden een sample maken.
In het Music Book vond men een korte uitleg terug over partituren, en er was voor elk nummer de partituur voor een suggestieve melody afgedrukt. Hiervoor werd ook het best passende instrument aangeraden. De melodie voor het nummer classic was gebaseerd op Suite N° 3 van Johann Sebastian Bach.
Middels de MIDI-sockets kon er een extern keyboard aangesloten worden. De NMS-1160 was hiervoor speciaal ontworpen.

## Trivia
In 1988, tijdens de New Beat-periode, bracht Mac Sample House Inspector uit, een plaat die gemaakt werd met een Muziekmodule. Van de riff disco werd de bassline als melodie, en de sample choir vanop de meegeleverde cassette, als klank gebruikt.